# 峇都知甲
峇都知甲，是位於馬來西亞雪蘭莪州八打灵县梳邦再也边界的一個市郊，隶属于梳邦再也市政厅，但时常被误以为属于莎亚南市政厅（MBSA），因其临近莎亚南市中心。梳邦高科技园便位于此。

## 简介
峇都知甲从一个工业地区，并慢慢在2000年变成低成本住宅区。峇都知甲因曾经没有道路连接至梳邦再也市中心而时常被误认为位于莎亚南。2009年，一个连接UEP梳邦再也（USJ）的道路桥开通，使峇都知甲成为两个城市之间的一个策略性地点。

## 工业
梳邦高科技园（Subang Hi-Tech）是峇都知甲的主要工业区。许多国际和跨国公司的总部都位于此。

## 购物中心
永旺和巨人霸市是这里最临近的购物中心，皆位于莎亚南第十三区。那里拥有许多餐厅、饮食中心和咖啡店供市民解馋。

## 交通

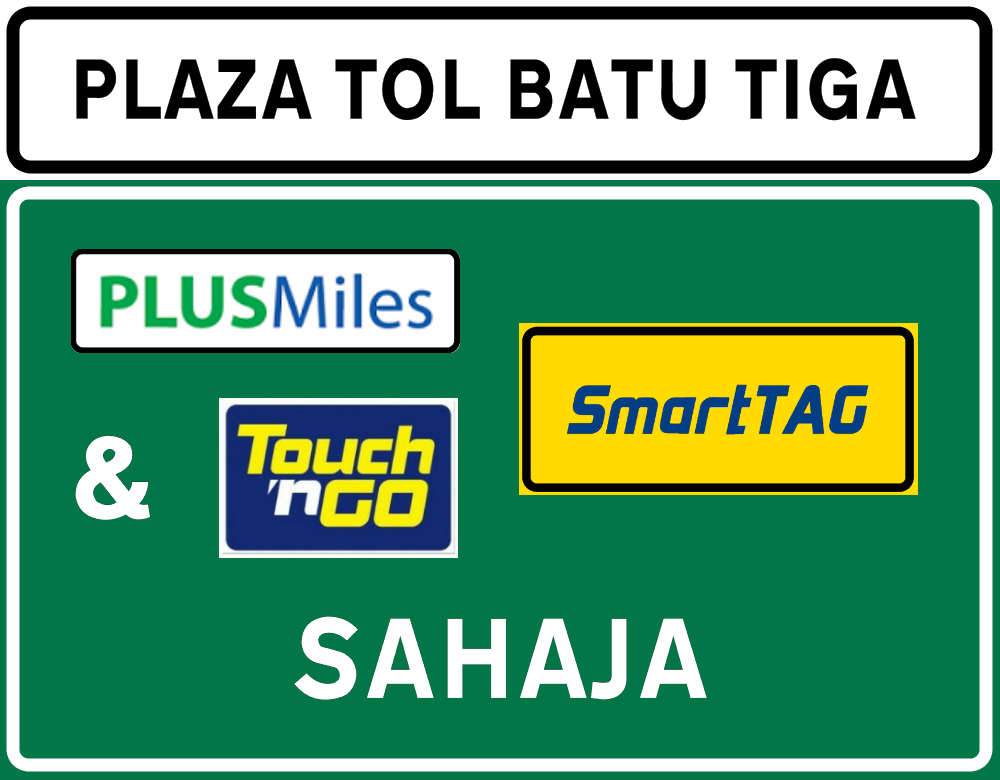
峇都知甲收费站路牌

峇都知甲的位置十分优越，可通过许多大道抵达这里如南北大道第二中环衔接大道（ELITE）、新巴生河流域大道（NKVE）、联邦大道、莎亚南大道（KESAS）和梳邦机场大道（Sultan Abdul Aziz Shah Airport Highway）。峇都知甲仅距离格林玛丽（Glenmarie）和莎亚南体育场3公里，去吉隆坡只需25分钟车程。位于峇都知甲的联邦大道收费站也于2018年废除。

### 公共交通

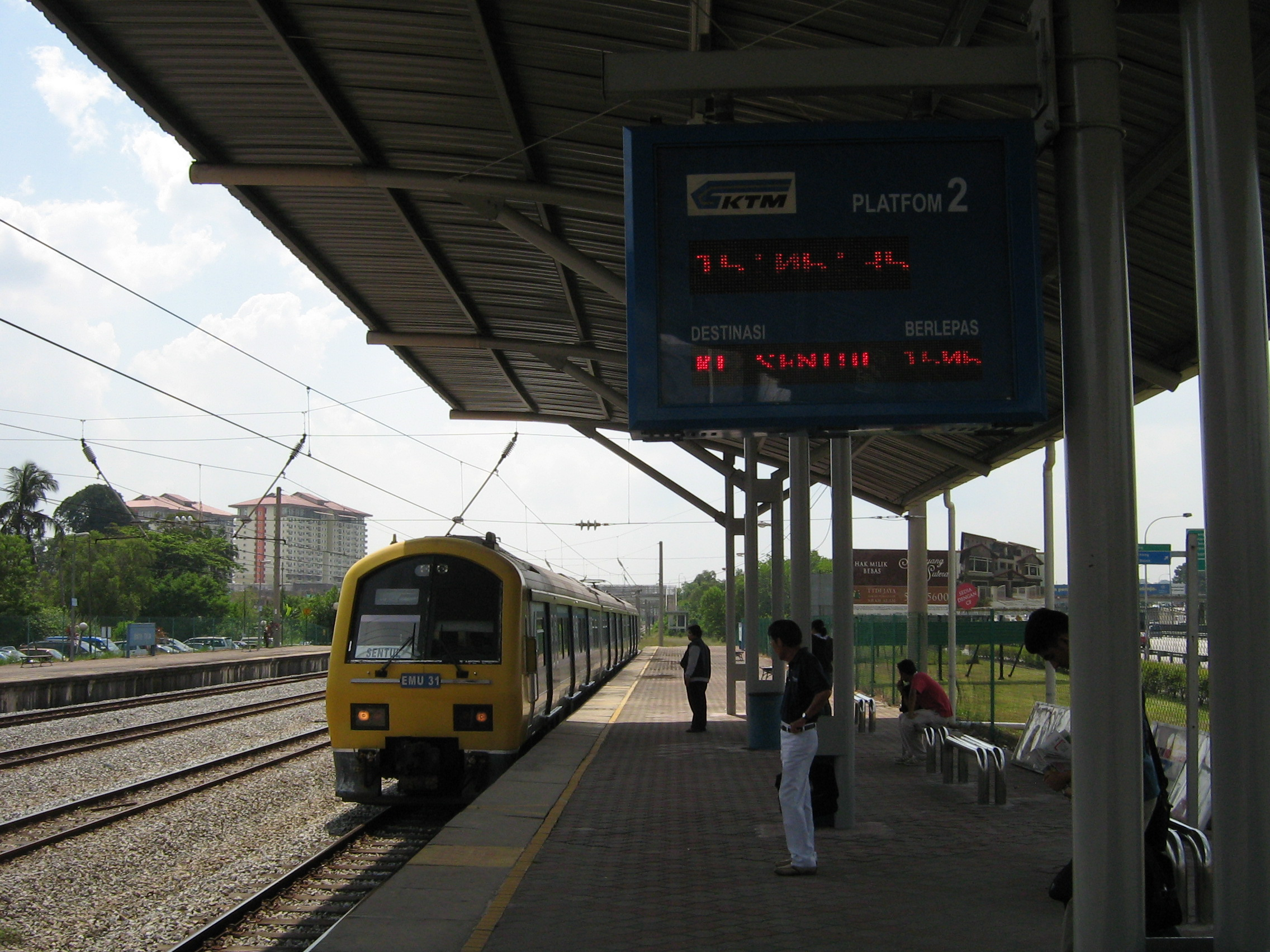
峇都知甲站

峇都知甲拥有一个车站。 KD10 峇都知甲站属于马来亚铁道通勤铁路（Komuter）巴生港线。许多在工业区工作的外籍劳工时常使用火车前往这里。此车站有助于舒缓莎亚南和巴生的交通拥堵。

## 政治
峇都知甲属于莎亚南国会议席，该议席在马来西亚下议院的代表为来自希望联盟国家诚信党的卡立阿都沙末。
同时，峇都知甲属于峇都知甲州议席，该议席在雪兰莪州议会的代表为来自希望联盟人民公正党的罗兹雅依斯迈。